# Koichi Kudo
Koichi Kudo (工藤 孝一 Kudō Koichi?), född 4 februari 1909, död 21 september 1971, var en japansk fotbollsspelare och tränare.
Koichi Kudo var tränare för det japanska landslaget 1942.